# Jan Grzegorz Szulik
Jan Szulik (ur. 28 maja 1954) – polski działacz społeczny, inżynier, współorganizator wielu przedsięwzięć mających na celu zwalczanie patologii społecznej i pomaganie osobom uzależnionym, wiceprezes Związku Górnośląskiego.
Prowadzi audycję Powroty poświęconą problemom uzależnień w Radiu Silesia.

## Życiorys
Absolwent Wydziału Mechanicznego Politechniki Śląskiej. Początkowo życie zawodowe związał z przemysłem. Podjął też pracę w szkolnictwie.
Działał na rzecz przeciwdziałania uzależnieniom. Jest współzałożycielem m.in.: Klubu Abstynentów, Stowarzyszenia na rzecz adaptacji osób uzależnionych i ich rodzin do społeczeństwa, Abstynenckiego Klubu PTTK Dromader oraz Spółdzielni Socjalnej. Od 2007 r. jest przewodniczącym Śląskiego Forum Profilaktyki Uzależnień przy Fundacji Rozwoju Demokracji Lokalnej oraz członkiem Wojewódzkiego Zespołu ds. Ekonomii Społecznej. Należy do Ogólnopolskiej Kapituły Trzeźwego Umysłu.

## Działalność w zakresie profilaktyki uzależnień
Jan Szulik jest pełnomocnikiem prezydenta Zabrza ds. profilaktyki i rozwiązywania problemów uzależnień, a od 1994 r. przewodniczącym Miejskiej Komisji Rozwiązywania Problemów Alkoholowych. Zaangażował się w tworzenie i wdrażanie metod systemowego rozwiązywania problemów uzależnień. Uczestniczył w pracach nad nowym kształtem ustawy o wychowaniu w trzeźwości przeciwdziałaniu alkoholizmowi. Współtworzył Ośrodek Profilaktyki i Leczenia Uzależnień w Zabrzu, Punkty Konsultacyjne w Dzielnicowych Punktach Pomocy Społecznej Miejskiego Ośrodka Pomocy Rodzinie w Zabrzu.

## Odznaczenia
Odznaczony m.in. w 2013 roku Złotym Medalem za Długoletnią Służbę, wyróżnieniem im. Św.Kamila w 2012 r, Złotym Laurem Umiejętności i Kompetencji w kategorii Pro Publiko Bono w 2017 roku, tytułem Przyjaciel Rodziny 2017 roku przyznawanym w konkursie Województwa Śląskiego oraz Honorową Odznaką „Primus in Agendo” w 2019 r.